# Горст Леффлер
Горст Леффлер (нім. Horst Löffler, 17 березня 1942) — німецький плавець.
Срібний медаліст Олімпійських Ігор 1964 року.